# Cobreros
Cobreros – gmina w Hiszpanii, w prowincji Zamora, w Kastylii i León, o powierzchni 77,7 km². W 2011 roku gmina liczyła 620 mieszkańców.